# Pernil d'Oesling
Pernil d'Oesling o Éisleker Ham o Jambon d'Oesling és una especialitat de la regió d'Oesling al nord de Luxemburg, que es produeix a partir de les potes de darrere dels porcs.

## Preparació
Tradicionalment, s'ha preparat pel marinat dels pernils en herbes i vinagre durant alguns dies, després es penja sobre una xemeneia per llargs períodes per aconseguir el fumat fred.
Avui dia la carn es cura en salmorra durant dues setmanes i es col·loca en un fumador alimentat per fusta de fajos i roures durant prop d'una setmana. El pernil d'Oesling està protegit sota les regulacions de la Unió Europea com IGP (Indicació geogràfica protegida).
El pernil se serveix en general fred, a rodanxes fines, amb patates rosses, amanida i pa tou, o en petits trossos de pa amb mantega com un entrepà obert conegut com a Hameschmier.